# George Atlee Goodling

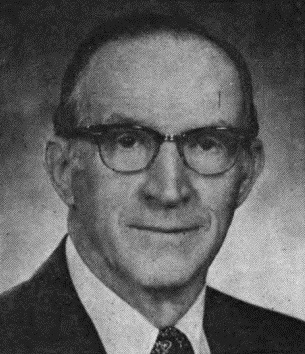
George Atlee Goodling (1973)

George Atlee Goodling (* 26. September 1896 in Loganville, York County, Pennsylvania; † 17. Oktober 1982 in York, Pennsylvania) war ein US-amerikanischer Politiker. Zwischen 1961 und 1975 vertrat er zwei Mal den Bundesstaat Pennsylvania im US-Repräsentantenhaus.

## Werdegang
George Goodling besuchte die öffentlichen Schulen seiner Heimat, das York Collegiate Institute und die Bellefont Academy. Im Jahr 1918 diente er in der Endphase des Ersten Weltkrieges in der US Navy. Danach studierte er bis 1921 an der Pennsylvania State University. In den folgenden Jahren war er in verschiedenen Berufen und Branchen tätig. So bewirtschaftete er unter anderem in der Nähe seiner Geburtsstadt Loganville eine Obstplantage. Er war außerdem Direktor bei einer Bank, einer Versicherungsgesellschaft und Leiter eines Motorclubs. Von 1933 bis 1961 war er auch Schuldirektor. Gleichzeitig schlug er als Mitglied der Republikanischen Partei eine politische Laufbahn ein. Zwischen 1943 und 1957 saß er als Abgeordneter im Repräsentantenhaus von Pennsylvania.
Bei den Kongresswahlen des Jahres 1960 wurde Goodling im 19. Wahlbezirk von Pennsylvania in das US-Repräsentantenhaus in Washington, D.C. gewählt, wo er am 3. Januar 1961 die Nachfolge des Demokraten James M. Quigley antrat. Nach einer Wiederwahl konnte er bis zum 3. Januar 1965 zwei Legislaturperioden im Kongress absolvieren. Diese waren von den Ereignissen des Kalten Krieges einschließlich zweier Krisen um Kuba und der Bürgerrechtsbewegung geprägt. 1964 unterlag George Goodling dem Demokraten Nathaniel N. Craley.
Bei den Wahlen des Jahres 1966 wurde er erneut im 19. Distrikt seines Staates in den Kongress gewählt, wo er am 3. Januar 1967 Craley wieder ablöste. Nach drei Wiederwahlen konnte er bis zum 3. Januar 1975 vier weitere Legislaturperioden im US-Repräsentantenhaus verbringen. In diese Zeit fielen unter anderem der Vietnamkrieg und die Watergate-Affäre. Im Jahr 1974 verzichtete er zu Gunsten seines Sohnes William auf eine weitere Kandidatur. Dieser wurde dann auch zu seinem Nachfolger gewählt.
Nach dem Ende seiner Zeit im US-Repräsentantenhaus ist George Goodling politisch nicht mehr in Erscheinung getreten. Er starb am 17. Oktober 1982 in York und wurde in Loganville beigesetzt.